# Asz-Szaria
Asz-Szaria a. Szeria (arab. الشريعة, fr. Cheria) – miasto i gmina w Algierii, w prowincji Tibissa. W 2008 liczyło 75 344 mieszkańców.